# 695 (numero)
Seicentonovantacinque è il numero naturale dopo il 694 e prima del 696.

## Proprietà matematiche
- È un numero dispari.
- È un numero composto con 4 divisori: 1, 5, 139, 695. Poiché la somma dei suoi divisori (escluso il numero stesso) è 145 < 695 è un numero difettivo.
- È un numero semiprimo.
- È parte delle terne pitagoriche (417, 556, 695), (695, 1668, 1807), (695, 9648, 9673), (695, 48300, 48305), (695, 241512, 241513).
- È un numero di Ulam.
- È un numero congruente.

## Astronomia
- 695 Bella è un asteroide della fascia principale del sistema solare.
- NGC 695 è una galassia lenticolare della costellazione dell'Ariete.

## Astronautica
- Cosmos 695 è un satellite artificiale russo.